# Nord-Ouest (Haïti)
Nord-Ouest (Haïtiaans-Creools: Nòdwès, Nederlandse vertaling: Noordwest) is een van de 10 departementen van Haïti. Het heeft 729.000 inwoners op een oppervlakte van 2100 km². De hoofdstad is Port-de-Paix. Het wordt begrensd door de departementen Artibonite en Nord, en door de Caribische Zee. Bij het departement hoort het eiland Île de la Tortue (het pirateneiland Tortuga).

## Geschiedenis
Het gebied, gelegen aan de Windward Passage die Haïti van Cuba scheidt, is altijd van strategisch belang geweest. In dit opzicht trok het al de aandracht van Christoffel Columbus, die het gebied Valparaíso noemden. Later vestigen zich hier Franse piraten. De Fransen koloniseerden van hieruit het eiland Hispaniola. Met name om de stad Môle Saint-Nicolas is veel gevochten tussen Fransen, Britten, en mensen uit de Verenigde Staten.

## Grondgebied
Het grondgebied dat nu door het departement Nord-Est wordt ingenomen, behoorde onder de Taíno's tot het cacicazgo Marién.
Na de Haïtiaanse Revolutie is Haïti opgedeeld in drie departementen: Nord (Noord), Ouest (West) en Sud (Zuid). Deze zijn later verder opgesplitst. Dit departement Nord-Ouest is van het departement Nord afgesplitst.

## Indeling
Het departement is opgedeeld in 3 arrondissementen:
1. Môle Saint-Nicolas
2. Port-de-Paix
3. Saint-Louis-du-Nord

## Sociaal-economisch[2]

### Algemeen
De jaarlijkse bevolkingsgroei is 5,6% (urbaan), 2,9% (ruraal), totaal: 2,1%.

### Economie
Met uitzondering van Île de la Tortue is het land erg droog. Vroeger exporteerde het gebied koffie en bananen. Nu is het gebied vooral belangrijk voor de invoer van producten uit Miami, waarvan een gedeelte in bootjes over zee wordt gesmokkeld.

### Onderwijs
In 46% van de gemeenten van het departement is de toegang tot basisonderwijs precair. Het analfabetisme in het departement bedraagt 49% voor mannen, 61% voor vrouwen, totaal: 55%.
Voor het primair onderwijs is de bruto scholingsgraad 118%, de netto scholingsgraad 50%. Deze cijfers wijzen op een grote repetitie van schooljaren. Voor het middelbare onderwijs is de bruto scholingsgraad 20% en de netto scholingsgraad 8%.
Van de inwoners van het departement heeft 51% geen enkele scholing afgemaakt, 39% het basisonderwijs, 8% het middelbaar onderwijs en 0% het hoger onderwijs.

### Gezondheid
In 68% van de gemeenten van het departement is de toegang tot basisgezondheidszorg precair. De kindersterfte bedraagt 72,8 op de 1000. In het departement lijdt 22% van de bevolking aan ondervoeding, en 8% aan ernstige ondervoeding.
In 43% van de gemeenten is de toegang tot drinkwater precair. De belangrijkste manieren om aan drinkwater te komen zijn via natuurlijke bronnen of rivieren of via een publieke waterbron.
In 58% van de gemeenten is de toegang tot riolering precair.